# Bob Wollek

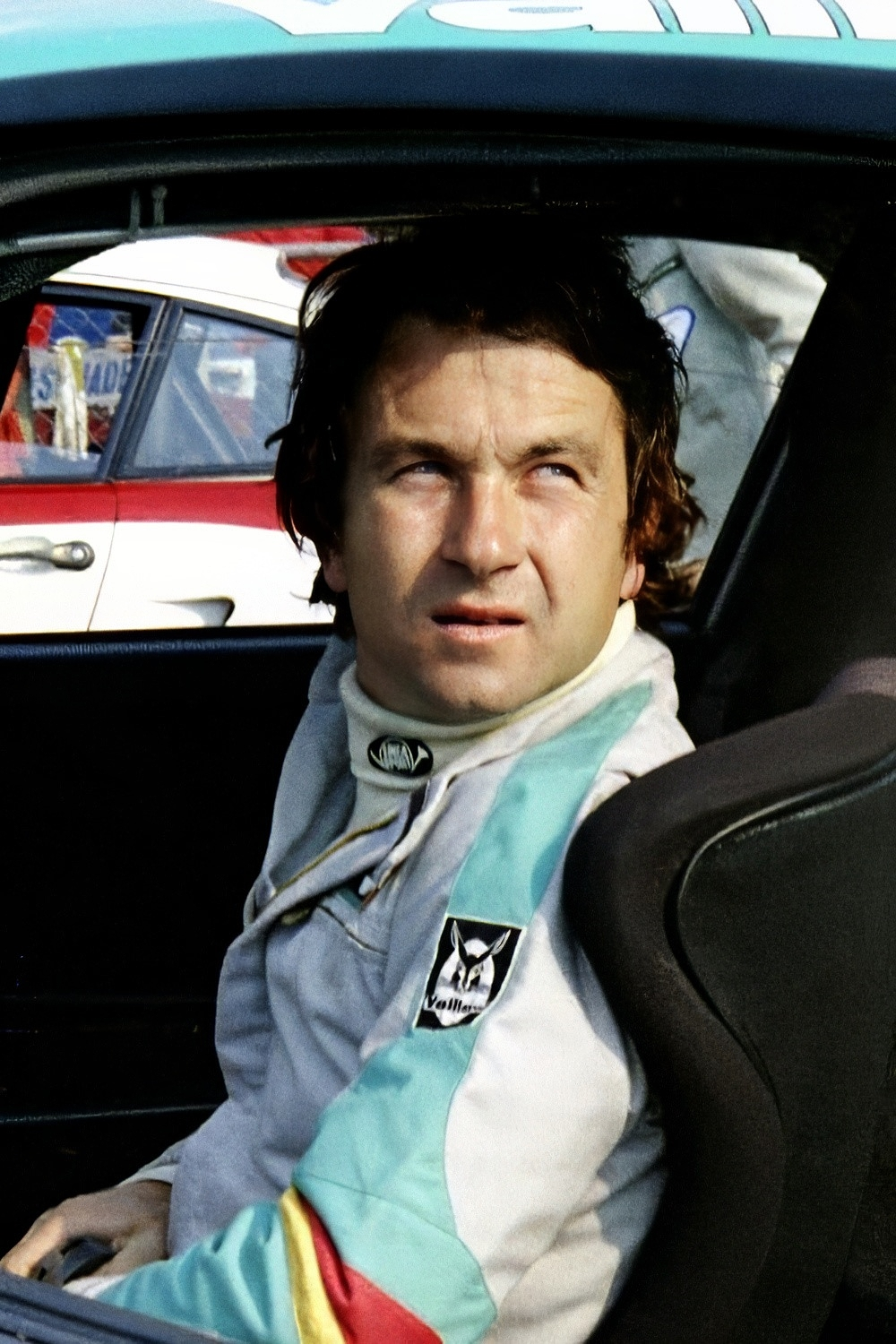
Bob Wollek 1976

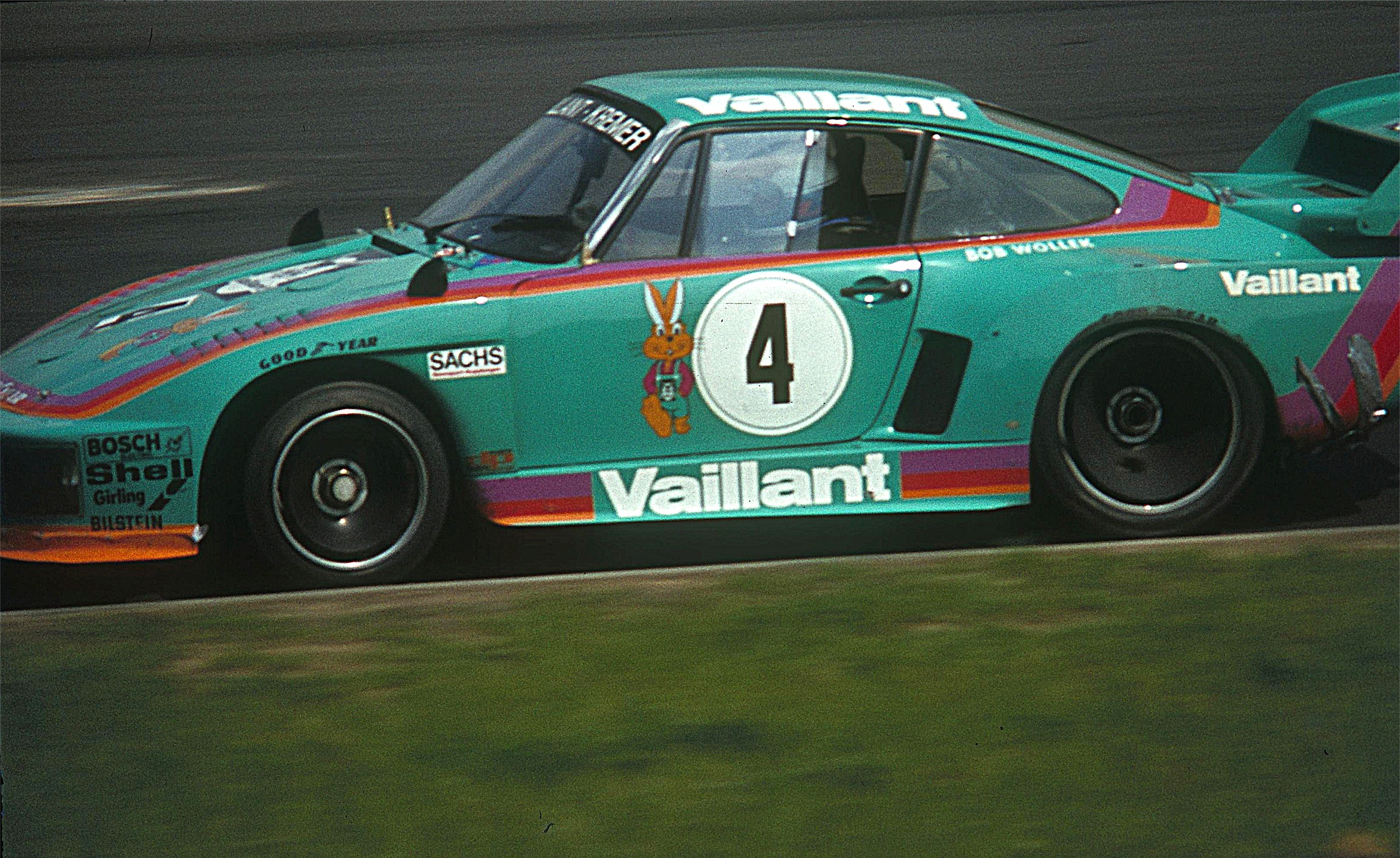
Bob Wollek 1977 im Kremer-Porsche 935K2 auf dem Nürburgring

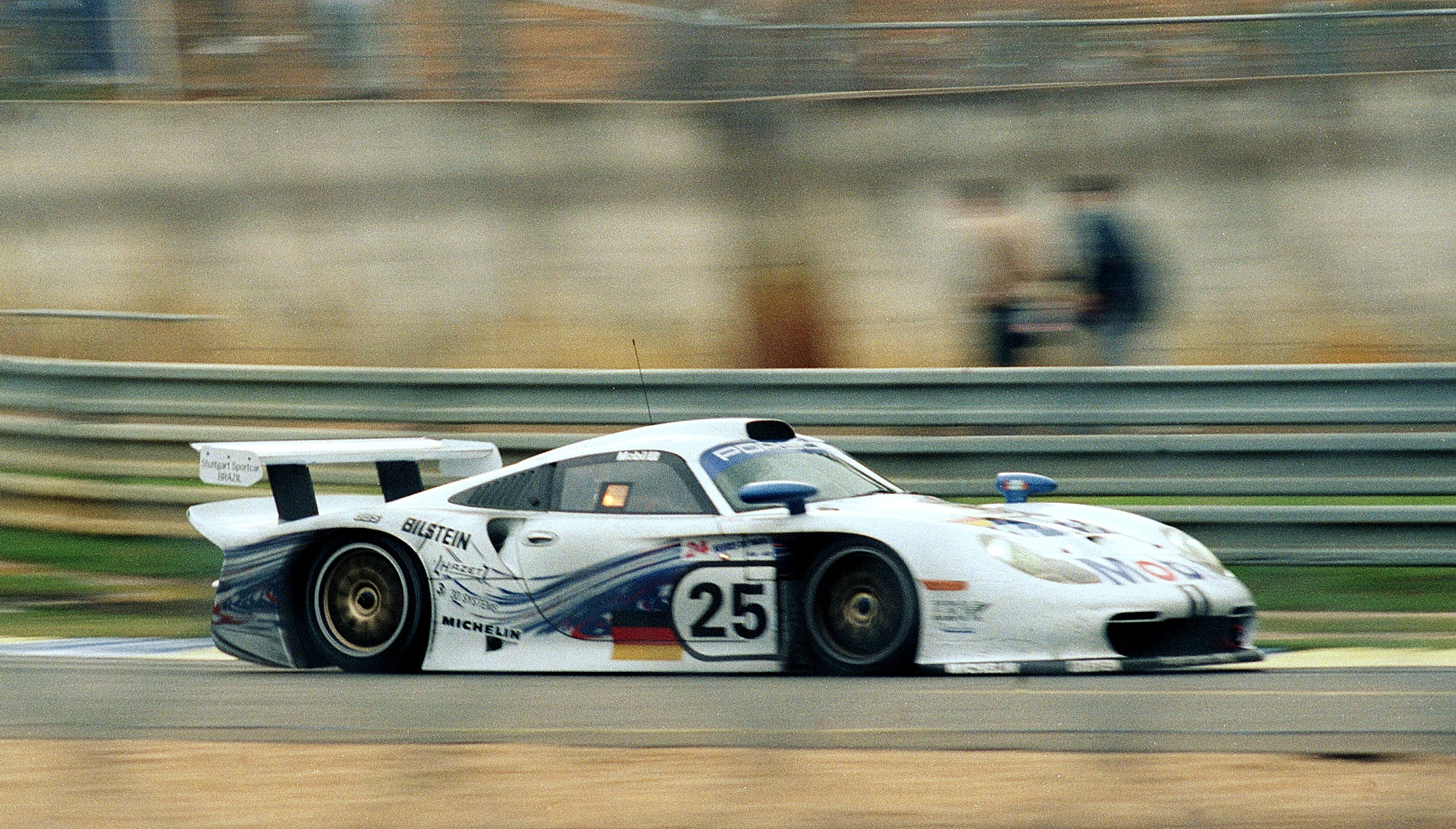
Der von Bob Wollek beim 24-Stunden-Rennen von Le Mans 1997 gefahrene Porsche 911 GT1

Robert Jean „Bob“ Wollek (* 4. November 1943 in Straßburg; † 16. März 2001 in Sebring, Florida) war ein französischer Automobilrennfahrer. Er starb nach einem Unfall mit dem Fahrrad, als er sich auf das 12-Stunden-Rennen von Sebring vorbereitete.

## Karriere
Bob Wollek begann seine sportliche Karriere auf Skiern und trat als Universitäts- und Militärmeister von 1966 bis 1968 für das französische Team an. Bei seinen Vorbereitungen für die Olympischen Winterspiele 1968 in Grenoble verletzte er sich jedoch schwer und musste seine Skifahrerkarriere beenden. Er konzentrierte sich nun auf den Motorsport, wo er bereits 1967 mit einem Klassensieg bei der Rallye du Mont-Blanc auf einem Renault 8 Gordini debütiert hatte.
Wollek war vor allem als Sportwagenpilot bekannt. In den 1970er-Jahren war er schon für das Kölner Team Kremer Racing auf einem Porsche 935K2 unterwegs. Er gewann viermal die 24 Stunden von Daytona und 1982 (auf einem Porsche 936) sowie 1983 (auf einem Porsche 956) die Deutsche Rennsport-Meisterschaft, eine Vorläuferserie der heutigen DTM. Er war lange Jahre Werksfahrer für Porsche in den unterschiedlichsten Rennserien und konnte in seiner langen Karriere fast alle großen Sportwagenrennen gewinnen. Dazu feierte er ungezählte Klassensiege. Trotz dreißig Teilnahmen zwischen 1968 und 2000 blieb ihm ein Erfolg bei den 24 Stunden von Le Mans versagt. Er schaffte zwar sechs Podienplätze (viermal Zweiter, zweimal Dritter) aber der große Triumph wollte sich nie einstellen. Am Ende seiner Karriere hatte er noch zweimal die Chance auf den Sieg, aber 1997 fiel der in Führung liegende Porsche 911 GT1 am Morgen des Sonntags durch einen Fahrfehler Wolleks in der Arnage-Kurve aus. Der Wagen drehte sich, schlug gegen die Leitplanke und beschädigte die hintere Radaufhängung. (Sieger wurde der Joest-Porsche mit Alboreto/Johansson/Kristensen.) Ein Jahr später gewann zwar auch ein Porsche, aber Wollek saß wieder im falschen Auto und musste sich erneut mit Rang zwei begnügen.
Nach dem Rückzug von Porsche aus der großen Sportwagenklasse wechselte Wollek in die GT-Klasse. Bis in das Jahr 2000 feierte er Klassensiege mit dem Porsche 993 GT2 in der ALMS. Das Jahr 2001 sollte Wolleks Plänen nach seine letzte Saison als  Rennfahrer sein, anschließend sollte er Aufgaben im Porsche-Motorsport-Management übernehmen.

## Tödlicher Unfall
Bob Wollek hatte die 12 Stunden von Sebring bereits 1985, mit Anthony Joseph Foyt als Teampartner auf einem Porsche 962 gewonnen. Obwohl Wollek 2001 schon weit über 50 Jahre alt war, war er im Rennsport noch immer voll konkurrenzfähig. Er verfolgte stets ein strenges Trainingsprogramm, das vor allem auf dem Radfahren aufbaute, und war während seiner gesamten Karriere immer einer der fittesten Piloten.
Am Freitag, dem 16. März 2001 gegen 16:30 Uhr, nachdem er sich für das 12-Stunden-Rennen qualifiziert hatte und mit dem Fahrrad auf dem Weg zurück in sein Hotel war, fuhr er von Sebring kommend den Highway 98 entlang, als er von einem Wohnmobil, gefahren von einem 82-jährigen Amerikaner, angefahren wurde. Er starb noch auf dem Weg ins Krankenhaus. Besonders tragisch war, dass Wollek vor dem Rennen angekündigt hatte, sich im Laufe der Saison vom aktiven Rennsport zurückzuziehen, um danach als „Botschafter“ für Porsche zu arbeiten. Bei allen großen Sportwagenrennen wurden 2001 Schweigeminuten für Wollek eingelegt.

## Rekorde
Wollek bestritt zwischen 1968 und 2001 480 GT- und Sportwagenrennen. Die 73 Gesamt- und 24 Klassensiege sind Rekord. 198 Rennen beendete er unter den ersten Drei des Gesamtklassements. 60-mal startete er aus der Pole-Position. In den Vereinigten Staaten war er ob seiner Erfolge als „Brilliant Bob“ bekannt.

## Statistik

### Le-Mans-Ergebnisse
| Jahr | Team                           | Fahrzeug                | Teamkollege             | Teamkollege       | Platzierung            | Ausfallgrund    |
| ---- | ------------------------------ | ----------------------- | ----------------------- | ----------------- | ---------------------- | --------------- |
| 1968 | Trophée Le Mans                | Alpine A210             | Christian Ethuin        |                   | Rang 11                |                 |
| 1969 | Société Automobiles des Alpine | Alpine A210             | Jean-Claude Killy       |                   | Ausfall                | Stoßdämpfer     |
| 1973 | Equipe Matra-Simca Shell       | Matra-Simca MS670B      | Patrick Depailler       |                   | Ausfall                | Ölpumpe         |
| 1974 | Equipe Gitanes                 | Matra MS670B            | Jean-Pierre Jaussaud    | José Dolhem       | Ausfall                | Motorschaden    |
| 1975 | Ecurie Buchet                  | Porsche 911 Carrera RSR | Cyril Grandet           |                   | disqualifiziert        |                 |
| 1976 | Porsche Kremer Racing          | Porsche 934             | Marie-Claude Charmasson | Didier Pironi     | Rang 19                |                 |
| 1977 | Porsche Kremer Racing          | Porsche 934             | Jean-Pierre Wielemans   | Philippe Gurdjian | Rang 7 und Klassensieg |                 |
| 1978 | Martini Racing                 | Porsche 936/78          | Jacky Ickx              | Jürgen Barth      | Rang 2 und Klassensieg |                 |
| 1979 | Essex Motorsport Porsche       | Porsche 936             | Hurley Haywood          |                   | Ausfall                | Motorschaden    |
| 1980 | Gelo Racing Team               | Porsche 935             | Helmut Kelleners        |                   | Ausfall                | Zylinderschaden |
| 1981 | Porsche Kremer Racing          | Porsche 917 K81         | Guy Chasseuil           | Xavier Lapeyre    | Ausfall                | Motorschaden    |
| 1982 | Belga Team Joest Racing        | Porsche 936C            | Jean-Michel Martin      | Philippe Martin   | Ausfall                | Motorschaden    |
| 1983 | Sorga S.A. Joest Racing        | Porsche 956             | Klaus Ludwig            | Stefan Johansson  | Rang 6                 |                 |
| 1984 | Martini Racing                 | Lancia LC2/84           | Alessandro Nannini      |                   | Rang 8                 |                 |
| 1985 | Martini Racing                 | Lancia LC2              | Alessandro Nannini      | Lucio Cesario     | Rang 6                 |                 |
| 1986 | Rothmans Porsche               | Porsche 962C            | Jochen Mass             | Vern Schuppan     | Ausfall                | Unfall          |
| 1987 | Rothmans Porsche               | Porsche 962C            | Jochen Mass             | Vern Schuppan     | Ausfall                | Motorschaden    |
| 1988 | Porsche AG                     | Porsche 962C            | Sarel van der Merwe     | Vern Schuppan     | Ausfall                | Motorschaden    |
| 1989 | Joest Racing                   | Porsche 962C            | Hans-Joachim Stuck      |                   | Rang 3                 |                 |
| 1990 | Joest Porsche Racing           | Porsche 962C            | Louis Krages            | Stanley Dickens   | Rang 8                 |                 |
| 1991 | Silk Cut Jaguar                | Jaguar XJR12            | Kenny Acheson           | Teo Fabi          | Rang 3                 |                 |
| 1992 | Courage Compétition            | Cougar C28              | Henri Pescarolo         | Jean-Louis Ricci  | Rang 6 und Klassensieg |                 |
| 1993 | Joest Porsche Racing           | Porsche 962C            | Henri Pescarolo         | Ronny Meixner     | Rang 9                 |                 |
| 1994 | Nisso Trust Racing Team        | Toyota 94C-V            | Steven Andskär          | George Fouché     | Rang 4                 |                 |
| 1995 | Courage Compétition            | Courage C34             | Mario Andretti          | Éric Hélary       | Rang 2 und Klassensieg |                 |
| 1996 | Porsche AG                     | Porsche 911 GT1         | Hans-Joachim Stuck      | Thierry Boutsen   | Rang 2 und Klassensieg |                 |
| 1997 | Porsche AG                     | Porsche 911 GT1         | Hans-Joachim Stuck      | Thierry Boutsen   | Ausfall                | Getriebeschaden |
| 1998 | Porsche AG                     | Porsche 911 GT1         | Jörg Müller             | Uwe Alzen         | Rang 2                 |                 |
| 1999 | Champion Racing                | Porsche 911 GT3-R       | Dirk Müller             | Bernd Mayländer   | Rang 19                |                 |
| 2000 | Dick Barbour Racing            | Porsche 911 GT3-R       | Dirk Müller             | Lucas Luhr        | disqualifiziert        |                 |

### Sebring-Ergebnisse
| Jahr | Team                    | Fahrzeug            | Teamkollege      | Teamkollege          | Platzierung            | Ausfallgrund |
| ---- | ----------------------- | ------------------- | ---------------- | -------------------- | ---------------------- | ------------ |
| 1984 | Henn’s Swap Shop Racing | Porsche 935L        | A. J. Foyt       | Derek Bell           | Rang 3                 |              |
| 1985 | Preston Henn            | Porsche 962         | A. J. Foyt       |                      | Gesamtsieg             |              |
| 1986 | Bayside Disposal Racing | Porsche 962         | Bruce Leven      | Paolo Barilla        | Ausfall                | Motorschaden |
| 1987 | Busby Racing            | Porsche 962         | Darin Brassfield | Wally Dallenbach jr. | Rang 7                 |              |
| 1989 | Joest Racing            | Porsche 962C        | Frank Jelinski   | Jean-Louis Ricci     | Rang 5                 |              |
| 1990 | Joest Racing            | Porsche 962C        | Louis Krages     | Henri Pescarolo      | Ausfall                | Unfall       |
| 1991 | Joest Porsche Racing    | Porsche 962C        | Bernd Schneider  | Massimo Sigala       | Rang 3                 |              |
| 1997 | Konrad Motorsport       | Porsche 911 GT2     | Franz Konrad     | Wido Rössler         | Rang 8 und Klassensieg |              |
| 1998 | Champion Motors         | Porsche 911 GT1 Evo | Thierry Boutsen  | Andy Pilgrim         | Rang 3                 |              |
| 1999 | Champion Racing         | Porsche 911 GT1 Evo | Thierry Boutsen  | Dirk Müller          | Rang 4                 |              |
| 2000 | Dick Barbour Racing     | Porsche 911 GT3-R   | Sascha Maassen   |                      | Ausfall                | Aufhängung   |

### Einzelergebnisse in der Sportwagen-Weltmeisterschaft
| Saison | Team                                               | Rennwagen                       | 1   | 2   | 3   | 4   | 5   | 6   | 7   | 8   | 9   | 10  | 11  | 12  | 13  | 14  | 15  | 16  | 17  |
| ------ | -------------------------------------------------- | ------------------------------- | --- | --- | --- | --- | --- | --- | --- | --- | --- | --- | --- | --- | --- | --- | --- | --- | --- |
| 1968   | Trophée Le Mans                                    | Alpine A210                     | DAY | SEB | BRH | MON | TAR | NÜR | SPA | WAT | ZEL | LEM |     |     |     |     |     |     |     |
| 1968   | Trophée Le Mans                                    | Alpine A210                     |     |     |     |     |     |     | 11  |     |     |     |     |     |     |     |     |     |     |
| 1969   | Alpine                                             | Alpine A210                     | DAY | SEB | BRH | MON | TAR | SPA | NÜR | LEM | WAT | ZEL |     |     |     |     |     |     |     |
| 1969   | Alpine                                             | Alpine A210                     |     |     |     |     | DNF |     |     |     |     |     |     |     |     |     |     |     |     |
| 1973   | Matra                                              | Matra MS670                     | DAY | VAL | DIJ | MON | SPA | TAR | NÜR | LEM | ZEL | WAT |     |     |     |     |     |     |     |
| 1973   | Matra                                              | Matra MS670                     |     |     |     |     | DNF |     |     |     |     |     |     |     |     |     |     |     |     |
| 1974   | Robert Buchet Jean-Marc Seguin Matra Kremer Racing | Porsche 911 Carrera Matra MS670 | MON | SPA | NÜR | IMO | LEM | ZEL | WAT | LEC | BRH | KYA |     |     |     |     |     |     |     |
| 1974   | Robert Buchet Jean-Marc Seguin Matra Kremer Racing | Porsche 911 Carrera Matra MS670 |     |     | 13  | 7   | DNF | DNF |     | DNF | DNF |     |     |     |     |     |     |     |     |
| 1975   | Robert Buchet Kremer Racing                        | Porsche Carrera RSR             | DAY | MUG | DIJ | MON | SPA | PER | NÜR | ZEL | WAT |     |     |     |     |     |     |     |     |
| 1975   | Robert Buchet Kremer Racing                        | Porsche Carrera RSR             |     |     | 8   |     |     |     | 8   |     |     |     |     |     |     |     |     |     |     |
| 1976   | Kremer Racing Joest Racing                         | Porsche 935 Porsche 908         | MUG | VAL | NÜR | MON | SIL | IMO | NÜR | ZEL | PER | WAT | MOS | DIJ | DIJ | SAL |     |     |     |
| 1976   | Kremer Racing Joest Racing                         | Porsche 935 Porsche 908         | 2   | DNF |     |     | 2   |     | DNF |     |     |     |     | 2   | 6   |     |     |     |     |
| 1977   | Kremer Racing Brumos Porsche                       | Porsche 935 Porsche 934         | DAY | MUG | DIJ | MON | SIL | NÜR | VAL | PER | WAT | EST | LEC | MOS | IMO | SAL | BRH | HOK | VAL |
| 1977   | Kremer Racing Brumos Porsche                       | Porsche 935 Porsche 934         | 3   | DNF |     |     | 2   | 2   |     |     |     |     |     | DNF |     |     | 3   | 1   |     |
| 1978   | Kremer Racing Porsche                              | Porsche 935 Porsche 936         | DAY | SEB | MUG | TAL | DIJ | SIL | NÜR | LEM | MIS | DAY | WAT | VAL | ROD |     |     |     |     |
| 1978   | Kremer Racing Porsche                              | Porsche 935 Porsche 936         | 57  |     | 7   |     | 1   | 2   | 3   | 2   | 1   |     |     | 1   |     |     |     |     |     |
| 1979   | Gelo Racing Porsche                                | Porsche 935 Porsche 936         | DAY | SEB | MUG | TAL | DIJ | RIV | SIL | NÜR | LEM | PER | DAY | WAT | SPA | BRH | ROA | VAL | ELS |
| 1979   | Gelo Racing Porsche                                | Porsche 935 Porsche 936         | 32  |     | 1   |     | 2   |     | 1   | 1   | DNF |     |     |     |     |     |     |     |     |
| 1980   | Gelo Racing                                        | Porsche 935                     | DAY | BRH | SEB | MUG | MON | RIV | SIL | NÜR | LEM | DAY | WAT | SPA | MOS | ROA | VAL | DIJ |     |
| 1980   | Gelo Racing                                        | Porsche 935                     |     |     |     |     |     |     |     | 5   | DNF |     |     |     |     |     |     |     |     |
| 1981   | Kremer Racing                                      | Porsche 935 Porsche 917         | DAY | SEB | MUG | MON | RIV | SIL | NÜR | LEM | PER | DAY | WAT | SPA | MOS | ROA | BRH |     |     |
| 1981   | Kremer Racing                                      | Porsche 935 Porsche 917         | DNF |     |     |     |     |     | 3   | DNF |     |     |     |     |     |     | DNF |     |     |
| 1982   | Joest Racing John Fitzpatrick Racing               | Porsche 936 Porsche 935         | MON | SIL | NÜR | LEM | SPA | MUG | FUJ | BRH |     |     |     |     |     |     |     |     |     |
| 1982   | Joest Racing John Fitzpatrick Racing               | Porsche 936 Porsche 935         | DNF | 3   | DNF | DNF |     | 6   |     | 3   |     |     |     |     |     |     |     |     |     |
| 1983   | Joest Racing                                       | Porsche 956                     | MON | SIL | NÜR | LEM | SPA | FUJ | KYA |     |     |     |     |     |     |     |     |     |     |
| 1983   | Joest Racing                                       | Porsche 956                     | 1   | 2   | 2   | 6   | DNF | 5   | 4   |     |     |     |     |     |     |     |     |     |     |
| 1984   | Lancia                                             | Lancia LC2                      | MON | SIL | LEM | NÜR | BRH | MOS | SPA | IMO | FUJ | KYA | SAN |     |     |     |     |     |     |
| 1984   | Lancia                                             | Lancia LC2                      | DNF | DNF | 8   | 12  | 7   |     |     | DNF |     | 2   |     |     |     |     |     |     |     |
| 1985   | Lancia                                             | Lancia LC2                      | MUG | MON | SIL | LEM | HOK | MOS | SPA | BRH | FUJ | SEL |     |     |     |     |     |     |     |
| 1985   | Lancia                                             | Lancia LC2                      | 4   | DNF | 12  | 6   | 4   |     | 1   | 3   |     |     |     |     |     |     |     |     |     |
| 1986   | Porsche Richard Lloyd Racing                       | Porsche 962 Porsche 956         | MON | SIL | LEM | NÜN | BRH | JER | NÜR | SPA | FUJ |     |     |     |     |     |     |     |     |
| 1986   | Porsche Richard Lloyd Racing                       | Porsche 962 Porsche 956         | 6   | DNF | DNF | DNF | 1   |     | DNF | 7   |     |     |     |     |     |     |     |     |     |
| 1987   | Porsche Joest Racing                               | Porsche 962                     | JAR | JER | MON | SIL | LEM | NÜN | BRH | NÜR | SPA | FUJ |     |     |     |     |     |     |     |
| 1987   | Porsche Joest Racing                               | Porsche 962                     |     | DNF | 6   | 4   | DNF | DNF |     | DNF | 5   | 5   |     |     |     |     |     |     |     |
| 1988   | Joest Racing Porsche                               | Porsche 962                     | JER | JAR | MON | SIL | LEM | BRÜ | BRH | NÜR | SPA | FUJ | SAN |     |     |     |     |     |     |
| 1988   | Joest Racing Porsche                               | Porsche 962                     | 3   | DNF | 5   | 4   | DNF | 5   | 2   | 3   | DNF | DNF |     |     |     |     |     |     |     |
| 1989   | Joest Racing                                       | Porsche 962                     | SUZ | DIJ | JAR | BRH | NÜR | DON | SPA | MEX |     |     |     |     |     |     |     |     |     |
| 1989   | Joest Racing                                       | Porsche 962                     | 3   | 1   |     | 2   | DNF | 5   | 2   | DNF |     |     |     |     |     |     |     |     |     |
| 1990   | Joest Racing                                       | Porsche 962                     | SUZ | MON | SIL | SPA | DIJ | NÜR | DON | MOT | MEX |     |     |     |     |     |     |     |     |
| 1990   | Joest Racing                                       | Porsche 962                     | DNF | 5   | 4   | 7   | 7   | 6   | 7   | 6   | 6   |     |     |     |     |     |     |     |     |
| 1991   | Jaguar                                             | Jaguar XJR-12                   | SUZ | MON | SIL | LEM | NÜR | MAG | MEX | AUT |     |     |     |     |     |     |     |     |     |
| 1991   | Jaguar                                             | Jaguar XJR-12                   | 3   |     |     |     |     |     |     |     |     |     |     |     |     |     |     |     |     |
| 1992   | Courage Compétition                                | Cougar C28                      | MON | SIL | LEM | DON | SUZ | MAG |     |     |     |     |     |     |     |     |     |     |     |
| 1992   | Courage Compétition                                | Cougar C28                      | 6   |     |     |     |     |     |     |     |     |     |     |     |     |     |     |     |     |